# Ultime notizie dal Sud
Ultime notizie dal Sud è un libro di viaggi di Luis Sepúlveda, con fotografie di Daniel Mordzinski, edito nel 2011 da Espasa-Calpe.
L'idea del libro nasce nel 1996, dopo che Sepúlveda e Mordzinski avevano collaborato a dei reportage per delle riviste. Il libro tratta del loro viaggio in Patagonia.